# Восточное (Уланский район)
Восточное (каз. Восточное) — село в Уланском районе Восточно-Казахстанской области Казахстана. Административный центр Усть-Каменогорского сельского округа. Находится примерно в 36 км к северо-западу от районного центра, посёлка Касыма Кайсенова. Код КАТО — 636265100.

## Население
В 1999 году население села составляло 578 человек (260 мужчин и 318 женщин). По данным переписи 2009 года, в селе проживал 401 человек (184 мужчины и 217 женщин).